# Psihoterapija
Psihoterapija je naučeno, celostno, zavestno in načrtovano obravnavanje psihosocialno in psihosomatsko pogojenih duševnih motenj in bolezenskih stanj z znanstveno utemeljenimi psihoterapevtskimi metodami v interakciji ene ali več obravnavanih oseb, z enim ali več psihoterapevti. Cilj obravnave je olajšati ali odpraviti simptome, 
spremeniti moteča prepričanja, stališča in vedenjske vzorce ter podpirati osebnostno rast in zdravje obravnavanih.
Psihoterapija pomeni zdravljenje s pogovorom, s ciljem premagovanja različnih težav in boljšega poznavanja sebe. Psihoterapevt je usposobljen, da pomaga pacientu začutiti in primerno izraziti svoja čustva, spremeniti manj funkcionalna vedenja, reševati težave ali naučiti se, kako obvladati čustva kot so stres, tesnoba, žalovanje, strah, žalost in druga.

## Psihoterapevtski pristopi (modalitete)

### Psihoanaliza
Psihoanaliza je metoda zdravljenja duševnih stisk. Njen začetnik je bil Sigmund Freud, čigar delo so pozneje dopolnili in preoblikovali številni njegovi učenci in sodobniki.
S psihoanalizo je mogoče razrešiti raznoliko psihološko in telesno simptomatiko, ki se lahko kaže kot posledica zavestne ali nezavedne duševne stiske. Pomembno je poudariti, da se v psihoanalitičnem procesu ne ukvarjamo neposredno z razreševanjem problematične simptomatike, temveč z ozaveščanjem življenjske situacije, ki je privedla do njenega nastanka.
Za psihoanalitsko psihoterapijo je značilno, da se pri psihoterapevtskem delu psihoanalitik in klient osredotočata na ozaveščanje klientovega nezavednega – na razširitev klientovega védenja onjegovem lastnem notranjem svetu. Med psihoanalitskim procesom se tako klientu postopoma in v njegovem lastnem ritmu lahko razkriva globlji 
vpogled tako v njegove sedanje in pretekle odnose kot tudi v njegov način bivanja, kar pripomore h globinskim in dolgoročnim osebnostnim in čustvenim spremembam.
Soočanje s svojim notranjim doživljanjem, ki nas je pripeljalo v stisko, ni lahko, zato posameznik poleg čustvene opore potrebuje čas, da se lahko ustrezno pripravi ter postopoma privadi na nova spoznanja o sebi. Prav zaradi prilagodljivosti osebnemu ritmu posameznika je psihoanaliza večinoma dolgotrajen in zelo oseben proces, ki lahko traja od nekaj mesecev do nekaj let.
Pred vstopom v psihoanalitski proces se mora klient s psihoanalitikom dogovoriti za tri do pet uvodnih srečanj, na katerih lahko klient analitiku predstavi razlog za vključitev v terapijo in na katerih skupaj ugotovita, ali bi bila psihoanalitska psihoterapija primerna zanj. Analitik na teh srečanjih ugotavlja tudi, ali je klient dovolj motiviran za psihoanalizo. Ob koncu uvodnih srečanj se v primeru odločitve za nadaljevanje dogovorita tudi glede pogostosti in settinga obravnave.
Pogostost srečanj je lahko od enkrat do petkrat na teden. Če si klient želi resnično intenziven psihoanalitski proces ter je motiviran za delo in doseganje globlje osebnostne spremembe, mu psihoanalitik praviloma predlaga najmanj dve ali tri srečanja na teden, v klasičnem psihoanalitskem settingu (na kavču). Če pa želi klient zgolj razrešiti specifične težave s širšim prepoznavanjem njihovega konteksta, se lahko dogovorita za srečanja enkrat na teden, v standardnem psihoterapevtskem settingu (sedeč nasproti drug drugemu, na stolih). Posamezno srečanje traja 45 minut, dolžina psihoanalitske obravnave pa je v celoti odvisna od posameznika, njegovih osebnostnih lastnosti in narave njegove stiske.
Čeprav se je psihoanaliza po Freudu zelo razvila in utrdila svoj položaj, tako v medicin kot tudi v širšem družbenem kontekstu, njeno osnovno načelo in naloga, ki jo ima klient v psihoanalitskem procesu, ostajata taka, kot v obdobju Sigmunda Freuda: »Brez cenzure povedati vse, kar vam pride na misel.«

### Sistemska družinska psihoterapija
Sistemska družinska terapija je bila od petdesetih do sedemdesetih let dvajsetega stoletja ime za skupino družinskoterapevtskih pristopov, ki so jih ob metodoloških in teoretičnih razlikah povezovale skupne temeljne ideje o družinah in tem, kako jim pomagati pri doseganju želenih sprememb. Te skupne ideje ali konceptualna izhodišča bi lahko imenovali sistemski koncepti.
Na podlagi teh konceptov se je v osemdesetih letih področje dela razširilo tudi na terapijo s posamezniki, pari in skupinami, kar je privedlo do razvoja novih konceptov in teorij. Tako se glede na spremenjene in dopolnjene sistemske teorije in prakse vedno bolj uveljavlja ime sistemska psihoterapija.
Sistemska psihoterapija je močno pripomogla k razvoju psihoterapije: razvila je nove modele terapevtske prakse in vplivala na novo držo (naravnanost) terapevtov do klientov. V zadnjih petindvajsetih letih se je sistemski pristop razširil po vsem svetu. Na številnih področjih psihosocialne pomoči, na primer tako v okviru ambulantne pomoči kot tudi stacionarne obravnave, je postal del standarda. Omenimo pet prednosti sistemske psihoterapije, ki so pripomogle k evoluciji psihoterapevtske prakse in psihosocialne pomoči:
1. vključevanje klientovih pomembnih bližnjih v obravnavo,
2. upoštevanje in vključevanje socialnega konteksta,
3. usmerjenost k virom,
4. odprtost in dostopnost za kliente z različnimi pričakovanji,
5. premik poudarka od patogeneze k salutogenezi in salutodinamiki.

 Metode in tehnike sistemske psihoterapije so razširjene v vsem 
razvitem svetu in se uporabljajo pri kliničnem, socialnem in pedagoškem 
delu ter na področju urejanja medsebojnih odnosov v delovnem okolju. 
Razlike so v ravni osredotočanja, pristopu k terapiji in metodologiji. 
Izoblikovale so se različne tehnike dela in različni settingi, ki so 
primerni za delo z različnimi simptomi (psihoza, motnje hranjenja, 
depresija itn.).

### Psihodinamska psihoterapija
Naziv pristopa je prevzet iz nemškega poimenovanja Tiefenpsychologische Psychotherapie (zato se uporablja tudi izraz globinskopsihološka psihoterapija – GPP) in dobro kaže, kaj psihoterapevtsko delo pravzaprav je – predvsem celostno razumevanje psihoterapevtskih procesov in uporaba različnih tehnik.
Psihodinamska psihoterapija temelji na psihoanalitičnem razumevanju 
razvoja in delovanja osebnosti, hkrati pa je v praksi zelo integrativno 
naravnana in uporablja kombinacijo prilagojenih tehnik psihoanalitične 
obravnave ter različnih drugih humanističnih pristopov. Osrednji 
poudarek v psihodinamski psihoterapiji ostaja na odnosnem prostoru med 
udeležencem psihoterapije oziroma skupino in psihoterapevtom ter 
upoštevanju telesa in njegove vloge v procesu individualne in skupinske 
psihoterapije, ki sta najpogostejši obliki našega praktičnega 
psihoterapevtskega dela. Osredotoča pa se predvsem na odkrivanje 
nezavednih dejavnikov, ki soustvarjajo ali sprožajo neželena vedenja.
Če neželene simptome le odpravljamo in ne odkrivamo njihovih 
nezavednih vzrokov, bodo simptomi ponovno nastali. Psihodinamska 
psihoterapija omogoča globlje raziskovanje lastnega nezavednega, ki 
povzroča neželena vedenja, in uporablja različne psihoterapevtske 
tehnike, s katerimi lahko prepoznavamo nezavedne teme, na primer 
pogovorne tehnike, telesne tehnike, tehnike gestalt psihoterapije in 
psihodrame, gibalno-plesne tehnike in druge. Psihodinamska psihoterapija
je po naših izkušnjah lahko konsistentna s tistim, čemur James Bugental
(1999) pravi psihoterapija, katere proces spremeni posameznikovo 
življenje. 
Psihodinamska psihoterapija temelji na kompleksni psihoanalitični 
teoriji osebnosti, moderni psihoanalitični razvojni teoriji in 
psihoanalitični teoriji obravnave.
To pomeni, da prevzema, pa tudi spreminja, temeljne psihoanalitične 
koncepte prve in druge teme ter upošteva moderna spoznanja razvojne 
psihologije in izbira med štirimi teoretskimi sklopi – nagonsko 
psihologijo, psihologijo ega, psihologijo selfa in teorijo objektnih 
odnosov.
V psihodinamski psihoterapiji si prizadevamo s prilagojenimi 
tehnikami v omejenem času in z omejenimi cilji doseči klientovo 
zadovoljivo delovanje. Odločilna razlika med psihodinamsko psihoterapijo
in psihoanalizo je v postavljanju indikacij. Medtem ko je indikacija za
psihoanalizo kronična simptomatika ali kronična odnosna motnja, se mora
psihodinamska psihoterapija osredotočiti na aktualen konflikt. To so 
lahko ločitev, nenadna izguba zaposlitve, smrt bližnjega in podobno. 
Aktualno konfliktno dogajanje praviloma ne sme trajati več kot eno leto,
poleg tega mora biti utemeljena povezanost med nevrotično simptomatiko 
in aktualnim konfliktom.
Ker je klient razvil simptomatiko, je temeljna predpostavka, na 
katero se opiramo v psihodinamski psihoterapiji, da se v aktualni 
konfliktni situaciji zrcali globlji, nezaveden bazični konflikt, ki je 
posledica negativnih odnosnih izkušenj iz zgodnjega otroštva in 
razvojnih primanjkljajev. Tak nezaveden, nerazrešen osnovni konflikt je 
hkrati vzrok aktualnih klientovih simptomov. Okvir za obravnavo v 
psihodinamski psihoterapiji predstavljata aktualno konfliktno dogajanje v
klientovi realni življenjski situaciji ter nezavedno delujoč in 
nerazrešen osnovni konflikt v globini klientove osebnosti.
Po definiciji psihodinamske psihoterapije zajema etiološko usmerjene 
oblike terapije, ki ob upoštevanju transfera, kontratransfera in odporov
obravnavajo nezavedno psihodinamiko trenutno delujočih nevrotičnih 
konfliktov. Vendar v praksi takih »čistih« primerov pravzaprav ni, zato 
je psihodinamska psihoterapija razvila posebno obliko inicialne in 
adaptivne diagnostike, ki obsegata razumevanje simptomatike v 
subjektivnem pomenu in delovanju, identifikacijo situacij, ki sprožajo 
simptome, biografsko anamnezo, razumevanje glavne odnosne strukture 
(objektnih odnosov), doživljanje samega sebe, oceno strukturne ravni, 
konfliktov in obrambe ter psihodinamike. Od vseh teh ocen je odvisna 
oblika intervenc v posameznih fazah terapije.
V psihodinamski psihoterapiji ima terapevt aktivno, interakcijsko 
vlogo. To od njega zahteva več neposrednega angažmaja, neposrednega 
poseganja in razlaganja. V psihodinamski psihoterapiji je terapevt 
»udeležen interakcijski partner« v smislu Stolorowa (Stolorow in Atkins,
1992) in Gerda Rudolfa (2004).

### Eksistencialna psihoterapija
Eksistencialna psihoterapija je na Slovenskem še precej neznan terapevtski 
pristop. Temelji na psihoterapevtski, psihološki in filozofski podlagi. 
Združuje različne pristope: daseinanalizo, logoterapijo, ameriški 
eksistencialno-humanistični pristop, pristop R. D. Lainga, kratkotrajne 
eksistencialne terapije in angleško šolo eksistencialne analize. Vsi ti 
pristopi se osredotočajo na človekov položaj (v katerem se znajdemo 
ljudje kot človeška bitja), torej se s človeškimi stiskami ukvarjajo 
glede na našo ‘eksistenco’. Ta vidik je optimističen, saj zajame vse 
človekove potenciale, hkrati pa ostaja realističen in poudarja človekove
omejitve. Eksistencialni psihoterapevtski pristop je vedno pomembnejši 
vir odkrivanja možnosti za reševanje težav v današnjih neobvladljivih in
odtujenih slogih življenja. Stresni časi negotovosti, individualizma in
recesije pogosto vodijo v hude psihične stiske, te pa so napačno 
razumljene kot duševne motnje in tako tudi obravnavane.
Eksistencialna psihoterapija je primerna za različne kliente ne glede
na težave, saj so človeške stiske vedno povezane z našim položajem v 
svetu. Težave in stiske so razumljene v povezavi z življenjskimi 
situacijami in našimi odzivi nanje, ne pa kot duševne motnje. Večinoma 
so to prehodna in rešljiva (ali vsaj obvladljiva) življenjska obdobja. 
Eksistencialni pristop se osredotoča na opolnomočenje in spodbujanje 
klienta pri prevzemanju odgovornosti za svoje odločitve, odzive in 
dejanja in njihovem pomenu za njegovo življenje. V nerešljivih 
situacijah in stiskah se osredotoča na našo možnost, da spremenimo svoj 
odnos oziroma odziv glede nekega dejstva oziroma situacije. V 
eksistencialni psihoterapiji poudarjamo enakovrednost terapevta in 
klienta. Vsak klient je edinstven in sebe oziroma svojo situacijo 
najbolje pozna. Terapevt pa mu pomaga raziskati in bolje razumeti 
težave, poiskati najboljše rešitve problemov in stisk ter tako zaživeti 
bolj kakovostno in izpolnjujoče.

### Gestalt psihoterapija
Gestalt terapija je ena od humanističnih psihoterapevtskih modalitet. Poudarja človekovo naravno težnjo k uresničenju svojih potencialov.
Primerna je tako za delo s posamezniki kot tudi s pari, z družinami 
in s skupinami. Uporablja se v psihoterapiji, pri svetovanju in 
organizacijskem razvoju. Načela in metode gestalt terapije so uporabni 
povsod, kjer je pomembno vzpostaviti kakovosten stik z ljudmi (npr. pri 
socialnem delu, v zdravstvu, izobraževanju).
Gestalt terapevt je v terapevtskem procesu pozoren na klientov proces
vzpostavljanja stika in načine, kako prekinja stik, pa tudi na svoje 
odzive. V pogovoru in ob uporabi terapevtskih eksperimentov spodbuja 
klientovo doživljanje tako, da se ta lahko neposredno, v trenutku zave, 
kaj počne in kako to počne.
Eden od osnovnih ciljev gestalt terapije je kakovost zavedanja, ki 
klientu odpira možnost izbire in s tem prevzemanja odgovornosti za 
ustvarjanje lastnega življenja. Z vidika vednosti je za gestalt 
terapevta najbolj relevantno vprašanje, kaj in kako lahko klient prek 
lastnega zavedanja spozna oziroma uvidi sam. Gestalt terapevt ne 
prevzema vloge strokovnjaka za klientovo doživljanje in njegove 
življenjske odločitve. Bolj kot njegove interpretacije ga zanima 
klientovo lastno doživljanje. Njegova vloga je predvsem v tem, da z 
ustrezno zasnovano terapijo klientu omogoča, da ta postaja vse bolj 
odgovoren za svojo eksistenco. V praksi to pomeni, da terapevt s 
klientom raziskuje njegovo doživljanje, mu pomaga, da ozavesti lastne 
potrebe in občutke, osmisli svoje življenjske situacije, sprejema svoje 
lastne odločitve.

### Integrativna psihoterapija
Integrativna terapija predstavlja integracijski model, ki različne 
terapevtske koncepte in terapevtske prakse povezuje in integrira v nov, 
sodoben psihoterapevtski pristop. Občasno se še vedno uporablja naziv 
integrativna gestalt terapija.
Kot temeljno predpostavko predstavlja »Heraklitsko mišljenje« oziroma
načelo nenehnega spreminjanja. Življenje s tega zornega kota je stalen 
proces integracije in ustvarjalnosti, proces, ki ustvarja vedno nove 
oblike in prinaša preobrazbo. Tako ne iščemo »večnih resnic« in se 
izogibamo togih svetovnih nazorov in dogem (verskih, terapevtskih idr.).
Uporabne znanosti, kamor psihoterapija vsekakor spada, morajo biti 
odprte za nova znanstvena odkritja. Prisiljene so k stalni integraciji, k
vključevanju novih spoznanj v obstoječe teoretične zgradbe in iz tega v
prakseologijo.
V integrativni psihoterapiji razumemo človeka kot »telesni subjekt v 
življenjskem okolju«, kot »človeka v kontekstu in kontinuumu«, kot 
»človeka v procesu nenehnega spreminjanja«, kot »človeka, ki je (to, kar
je) samo ob drugem, kot sosubjekt«, kot »kreativnega človeka v svetu in
času«, kot »človeka, ki je dolžan skrbeti zase in za drugega«.
Kar se tiče prakseologije je terapija izrazito procesno dogajanje, 
odvija se med terapevtom in klientom, nanjo pa vplivajo različni 
dejavniki (psihodinamika obeh, teoretični okvir delovanja, kontekst).
Glede na osnovna koncepta korespondence in intersubjektivnosti je dolžina terapije dogovor med terapevtom in klientom.
Za uspešno napredovanje in rezultat terapije je poleg pogostosti 
stikov po naših izkušnjah najmanj toliko pomembna tudi stalnost stikov.

### Transakcijska analiza
Transakcijska analiza (TA) temelji na prepričanju, da se lahko vsak nauči spoštovati sebe, skrbeti zase, se odločati in izražati svoja čustva. Principi TA so uporabni na delovnem mestu, doma, v učilnici, soseski – kjer koli imamo opravka z ljudmi.
To je teorija osebnosti in psihoterapija za doseganje osebnostne 
rasti in spremembe. Uporabna je, kadar želimo razumeti človekovo 
duševnost, komunikacijo in odnose med ljudmi. Uporablja se pri 
zdravljenju različnih psihičnih težav (anksioznost, depresija, 
osebnostne motnje idr.). Transakcijska analiza v obliki psihoterapije 
posamezniku ponuja možnost, da spremeni ponavljajoče se vzorce, ki ga 
bolj ali manj ovirajo v vsakdanjem življenju.
Transakcijska analiza povezuje psihoanalitično in 
kognitivno-vedenjsko terapijo v okviru humanistično-eksistencialne 
filozofske usmeritve. Kot psihoterapija se uporablja pri delu s 
posamezniki, pari, družinami in skupinami.
TA kot psihoterapija je lahko kratkotrajna ali dolgotrajna. Zajema 
vse dimenzije človekovega delovanja: miselno, čustveno, vedenjsko, 
telesno in duhovno.

### Transpersonalna psihoterapija
Transpersonalna psihoterapija se je začela razvijati v šestdesetih 
letih dvajsetega stoletja v Ameriki na podlagi potrebe, da se v 
psihološke obravnave človeka vključi duhovna dimenzija. Začetniki tega 
pristopa so A. Maslow, S. Grof, A. Sutich, I. Progoff in drugi. Hitro se
je razširila tudi v Evropo in začela bogatiti dotedanja prizadevanja 
psihologov in psihoterapevtov, ki so želeli biti kar najbolj učinkoviti 
pri strokovni pomoči sočloveku. Psihoterapevtske obravnave so vnaprej 
določena tedenska srečanja, ki trajajo 50 minut in so namenjena 
izključno pregledu klientove življenjske poti, z vsemi radostmi in 
travmami, ki so jo oblikovale. Vpogled v trenutno klientovo težavo, 
zaradi katere prihaja po psihoterapevtsko pomoč, se tako razširi in 
omogoči novo razumevanje. To pomeni, da lahko klient prepozna dejavnike,
ki so pripomogli k nastanku težave, odkriva pa lahko tudi svoje vire 
moči, ki jih lahko uporabi za odpravljanje konkretne težave in za 
razvijanje bolj osrečujočega odnosa do sebe in drugih.
Kdor se vključi v transpersonalno psihoterapevtsko obravnavo, mora 
biti nekoliko psihološko ozaveščen. Vedeti mora, da njegovo nezavedno 
psihično dogajanje vpliva na njegovo razmišljanje in vedenje, imeti mora
sposobnost samoopazovanja in refleksije, motiviran mora biti za 
notranjo spremembo in pripravljen prevzeti odgovornost za svojo 
osebnostno rast.

### Realitetna terapija
Realitetna terapija je svetovalno-terapevtska metoda, s katero pomagamo klientu prevzeti učinkovit nadzor nad svojim življenjem.
Prek izkušnje odnosa s terapevtom, ki verjame, da je vedenje pogojeno
z nekim namenom, klient spozna, da ni objekt, temveč subjekt dogajanja,
da lahko vedno znova izbere učinkovitejše vedenje za izpolnitev svojih 
želja in potreb ter s tem izboljšanje kakovosti življenja. Realitetni 
terapevt je prepričan, da so ustrezni odnosi z bližnjimi ključ do 
duševnega zdravja, sreče in blaginje, zato klienta spodbuja h globljemu 
povezovanju z ljudmi, s katerimi živi.
Spoznanja glede novih možnosti in novih izkušenj klienta navdajajo z 
optimizmom in ga opogumljajo, da trezno presoja o uresničljivosti svojih
pričakovanj in uspešnosti svojega vedenja. Ko klient opušča staro, 
neuspešno vedenje, mu terapevt stoji ob strani in ga podpira pri iskanju
uspešnejšega.
Teorija izbire je temelj realitetne terapije. Razlaga izvor in 
možnosti spreminjanja človekovega vedenja. Avtor, dr. William Glasser, 
jo je razvijal ob terapevtski praksi in jo uvrščamo med sodobne teorije 
razumevanja vedenja živih organizmov kot zaprtih sistemov. Vedenja ne 
razlaga s premočrtno vzročnostjo (vzrok – posledica), temveč krožno.
Z vidika teorije izbire vedenje posameznika (oziroma celotno 
delovanje organizma) ni odgovor na okoliščine, pač pa poskus okoliščine 
spreminjati tako, da ustrezajo notranjim motivom. Okolje torej ne 
spreminja človeka, temveč človek spreminja okolje in sebe. V 
okoliščinah, v katerih živi, poskuša vedno doseči optimalno skladnost 
med svojim notranjim svetom kakovosti in zunanjim svetom, kot ga 
zaznava.
Pojem izbire je metafora za ustvarjalnost in raznolikost človekovega 
vedenja – ne glede na to, kako nenavadno je –, s čimer poskuša 
posameznik nadzorovati okoliščine.